# Институт нестабильных медиа V2
Институт нестабильных медиа V2 — центр медиаискусства и технологии в Роттердаме (Нидерланды), основанный в 1981 году. В V2_ инженеры, учёные и люди искусства работают вместе над исследованиями и разработкой форм искусства с применением электроники и компьютерных технологий. Раз в два года V2_ организует в Роттердаме Нидерландский фестиваль электронного искусства (DEAF). Несколько раз в год V2_ также проводит встречи, семинары, мастер-классы на актуальные в искусстве, технологии, обществе темы. Такие мероприятия часто включаются в серии с общим форматом, куратором или темой: Wiretap (конец 1990-х — начало 2000-x гг.), Tangent (середина 2000-х гг.), Test_Lab (конец 2000-х гг.), Life & Art (конец 2000-х гг.).